# Batu Tugu
Batu Tugu is een bestuurslaag in het regentschap Seluma van de provincie Bengkulu, Indonesië. Batu Tugu telt 236 inwoners (volkstelling 2010).